# Guerra dels Cinc Reis
La Guerra dels Cinc Reis és una guerra fictícia dins el món imaginari de la sèrie novel·lística Cançó de gel i foc de l'escriptor estatunidenc George R. R. Martin.
La guerra comença amb els esdeveniments de la primera novel·la, Joc de Trons, i continua fins als llibres quart i cinquè, Festí de corbs i Dansa amb dracs, tot i que aleshores ja ha perdut prou importància. La guerra va originar-se per la successió del Tron de Ferro, quan van autoproclamar-se tres reis diferents. A més a més, el Nord i les Illes de Ferro varen independitzar-se durant la guerra amb un rei a cada territori.
Paral·lelament a aquesta guerra també van tenir lloc uns altres dos enfrontaments bèl·lics importants: un al nord (entre les tropes del Rei del Mur i la Guàrdia de la Nit, on les tropes del nord van intentar baixar cap al sud) i un altre a l'est (causada per la campanya de la Daenerys Targaryen, filla del rei anterior, que crea un exèrcit per tot l'est per reconquerir el seu regne).

## Causes[calcitació]
La mort de Lord Jon Arryn, la primera Mà del rei Robert, és el primer esdeveniment rellevant. En Jon Arryn va emmalaltir i va morir ràpidament sense cap explicació. La seva dona, la Lysa Tully, va sospitar que havia estat un assassinat i va refugiar-se a la fortalesa dels Arryn a la Vall, d'on ja no va voler sortir. També va enviar una carta encriptada a la seva germana Catelyn, la dona de l'Eddard Stark, afirmant-hi que els Lannister havien assassinat el seu marit. Lord Stannis Baratheon, senyor de Rocadrac, va fugir a Port Reial tement per la seguretat de la seva família.
Totes aquestes sospites es devien al rumor cada cop més estès que els fills del rei Robert eren en realitat fills bords de la relació incestuosa entre la reina Cersei i el seu germà Jaime Lannister. El rei Robert, ignorant-ho tot, va viatjar amb tota la seva cort fins a Hivèrnia per demanar al seu amic Eddard Stark que fos la seva nova Mà. La Catelyn va convèncer el seu marit perquè anés al sud i investigués els fets de la mort d'en Jon Arryn. Durant l'estada del rei a Hivèrnia, en Bran Stark, un dels fills petits de l'Eddard i de la Catelyn, havia sorprès la reina i el seu germà tenint relacions sexuals amagats, i tot seguit en Jaime Lannister va llanaçar-lo des de dalt de la torre perquè no revelés el secret. El nen, però, va sobreviure, tot i que va quedar en coma. Pocs dies després que el rei i la seva nova Mà haguessin partit, un assassí a sou va intentar assassinar el nen, però el seu llop ho va impedir. Lady Catelyn va decidir aleshores anar cap al sud per informar el seu marit sobre l'atac.
Quan arriba a Port Reial, es troba amb el seu vell amic Petyr Baelish, que li diu que la daga de l'assassí era d'en Tyrion Lannister, l'altre germà de la reina. Tot i que era mentida, ni la Catelyn ni l'Eddard ho van sospitar. L'Eddard va demanar a la seva dona que tornés a casa acompanyada de Sir Rodrik i que donés ordre de fortificar Port Blanc i reforçar la vigilància al Fossat Cailin. Durant el viatge de tornada va topar-se amb en Tyrion en una posada del camí i va arrestar-lo acusat d'atacar el seu fill Bran. Va dur-lo a la Vall, on, després de vèncer en un judici per combat, va quedar en llibertat. Aquest arrestament va augmentar la tensió entre els Stark i els Lannister, que van fer arrestar l'Eddard. A més a més, l'Eddard, investigant la mort d'en Jon Arryn, va descobrir finalment la veritat sobre els fills de la Cersei gràcies a un comentari casual de la seva filla Sansa. Tots els familiars d'en Robert, tant germans com nebots, i fins i tot els seus fills bords eren bruns, característica principal de la casa Baratheon al llarg de la història; i tanmateix, els fills que tenia amb la Cersei eren rossos, característica principal de la casa Lannister.
L'Eddard va confessar a la reina que sabia la veritat, i va aconsellar-la que s'exiliés amb els nens abans que ho fes públic. En canvi, la Cersei va ordenar servir vi fort a en Robert mentre caçava, així que un porc senglar va ferir-lo mortalment. Quan el rei agonitzava al llit, va nomenar Lord Eddard regent fins que en Joffrey fos adult, però l'Eddard va enviar una carta al germà gran del rei, l'Stannis, oferint-li el tron com a legítim hereter. La reina va descobrir les seves intencions i va arrestar-lo per traïció. Lord Renly Baratheon i Ser Loras Tyrell van fugir de Port Reial en assabentar-se del que estava passant. Després de conèixer l'arrestament de l'Eddard, el seu fill i hereter Robb va reunir els abanderats del seu pare i va dirigir-se cap al sud amb 12.000 homes des d'Hivèrnia. Tot i que de moment només hi havia un rei, en Joffrey Baratheon, ja havia esclatat la Guerra dels Cinc Reis.

## Batalles entre els Lannister, els Tully i els Stark
En Robb Stark va unir els senyors del nord per atacar el sud i rescatar les seves germanes i les restes del seu pare, decapitat per traïdor. En Robb tenia 18.000 homes quan va arribar a Fossat Cailin, on, després d'una sèrie d'acords, van sumar-s'hi 4.000 homés més de la casa Frey.
A més a més, compta amb el suport dels Tully, ja que la seva mare provenia d'aquesta casa, i també amb el suport de la casa Frey després de prometre que es casaria amb una de les netes de Lord Frey.
Després de les primeres victòries en Jon Umber proposa al Jove Llop (pseudònim amb què comença a anomenar-se en Robb) com a Rei al Nord, ja que si guanyava no tenia per què retre vassallatge a cap rei del sud.
- Batalla d'Ullal Daurat: Ser Jaime Lannister va guiar 15.000 homes contra el campament defensiu d'uns 4.000 homes a l'est d'Ullal Daurat sota el comandament de Lord Vane i de Lord Clement Piper. Les tropes de Ser Jaime Lannister van guanyar amb facilitat. Lord Vance i Lord Darry van morir en l'atac i Lord Piper va guiar els supervivents de tornada a Aigüesvives. El nou Lord Karyl Vance també va acompanyar alguns supervivents per atacar les línies de subministrament dels Lannister.
- Batalla d'Aigüesvives: Ser Edmure Tully estava entrenant un exèrcit de 16.000 homes prop d'Aigüesvives quan atacà Ser Jaime Lannister. Va tornar a guanyar fàcilment. Ser Edmure fou fet presoner juntament amb molts dels seus homes i Lord Tytos Blackwood va conduir els supervivents a Aigüesvives mentre que Ser Jaime n'assetjava el castell.

## Els dos bàndols Baratheon
Després de morir en Robert, l'Stannis Baratheon decidí proclamar-se rei en ser el més gran dels dos germans Baratheon restants, amb basant-se en les acusacions de n'Eddard Stark sobre l'incest entre la Cersei i en Jaime Lannister i la il·legitimitat d'en Joffrey. Ajudat per la sacerdotessa vermella Melisandre, forçà tot Rocadrac a convertir-se a la fe de R'hllor i aconseguí a partir de les flames de les estàtues dels Set la seva espasa Mestressa de Llum, i canvià també el seu estendard, afegint un cor de foc al cérvol dels Baratheon. Envià una carta a totes les grans cases, però cap l'acceptà com a rei. En la seva condició de Senyor de Rocadrac, la pretensió de l'Stannis només tingué el suport de les seves cases vassalles: els Bar Emmon, els Celtigar, els Sunglass i els Velaryon.
D'altra banda, en Renly Baratheon és coronat rei a Altjardí pels seus aliats de la Casa Tyrell, i es casa amb la Margaery Tyrell, la filla de Lord Mace Tyrell. En la seva condició de Senyor de Bastió de Tempestes, les cases de les Terres de Tempestes decideixen posar-se de part d'en Renly, àdhuc sabent que l'Stannis té més drets al tron.
- Setge de Bastió de Tempestes: l'Stannis Baratheon, adonant-se que no tenia prou força per atacar Port Reial, assetja el castell del seu germà, Bastió de Tempestes, amb 5.000 homes. En saber-ho, en Renly marxa amb el seu exèrcit de 20.000 homes des de Pontamargant per oposar-s'hi, essent només una part del seu exèrcit abans que arribés el gruix de les forces de Lord Tyrell. Quan els dos germans es troben, amb la Catelyn Tully present, cap no cedeix reconeixent l'altre com a rei. Després que la negociació fracassés, l'Stannis dona una nit de termini al seu germà perquè reconsiderés la situació abans que s'enfrontessin a l'alba. Mentre es col·locava l'armadura per a la batalla, en Renly és assassinat per una estranya ombra, així que no hi ha cap enfrontament. La Brienne de Tarth és acusada per estar prop seu i fuig amb la Catelyn. La majoria dels vassalls d'en Renly juren fidelitat a l'Stannis; tanmateix, Ser Cortnay Penrose es nega a rendir el castell, sobretot perquè tem per la seguretat de l'Edric Tempesta, un fill bord reconegut del difunt Robert Baratheon. Ser Loras Tyrell, Lord Randyll Tarly, Lord Mathis Rowan i Lady Arwyn Oackheart es neguen a aliar-se amb l'Stannis i fugen a Pontamargant. La nit següent, Melisandre és portada en vaixell per un soterrani sota el castell per l'antic contrabandista Ser Davos Seaworth, conseller de l'Stannis, i allà invoca la seva ombra que mata Ser Cortnay. Després de morir, el castell es rendeix al rei Stannis.